# Người Bosnia
Người Bosnia (tiếng Serbia-Croatia: Bosanci / Босанци; sg. masc. Bosanac / Босанац, fem. Bosanka / Босанка) là những người được xác định là người của quốc gia Bosna và Hercegovina hoặc với vùng Bosnia. Là một tên gọi dân cư thông dụng, thuật ngữ người Bosnia dùng để chỉ tất cả cư dân/công dân của đất nước, bất kể sắc tộc, văn hóa hoặc tôn giáo nào. Nó cũng có thể được sử dụng như một chỉ định cho bất kỳ ai có nguồn gốc từ vùng Bosnia. Ngoài ra, một người Bosnia có thể là bất kỳ ai nắm giữ quyền công dân của nhà nước Bosna và Hercegovina và do đó phần lớn đồng nghĩa với biệt danh quốc gia toàn diện người Bosna và Hercegovina. Điều này bao gồm, nhưng không giới hạn, các thành viên của các nhóm dân tộc cấu thành Bosnia và Herzegovina: người Bosniak, Serb và Cratia. Những người cư trú ở khu vực địa lý nhỏ hơn như Herzegovina thường được xác định là người Hercegovina (Tiếng Bosnia: Hercegovci / Херцеговци; singular masculine: Hercegovac / Херцеговац, feminine: Hercegovka / Херцеговка).
Là một tên gọi dân cư phổ biến, thuật ngữ người Bosnia không nên bị nhầm lẫn với tên dân tộc tương tự, nhưng không giống hệt nhau người Bosniak, dùng để chỉ sắc tộc Bosniak. Các nhóm sắc tộc chính của Bosna và Hercegovina bao gồm người Bosniak (người Hồi giáo Bosnia), Croatia và Serb.